# Віктор Аксельсен
Віктор Аксельсен (дан. Viktor Axelsen, нар. 4 січня 1994) — данський бадмінтоніст, олімпійський чемпіон 2020 року, бронзовий призер Олімпійських ігор 2016 року.

## Виступи на Олімпіадах
| Олімпіада           | Дисципліна       | Місце |
| ------------------- | ---------------- | ----- |
| Ріо-де-Жанейро 2016 | одиночний розряд | 3     |
| Токіо 2020          | одиночний розряд | 1     |